# Алексеев, Александр Семёнович
Алекса́ндр Семёнович Алексе́ев (1851—1916) — русский юрист, заслуженный профессор и декан юридического факультета Московского университета.

## Биография

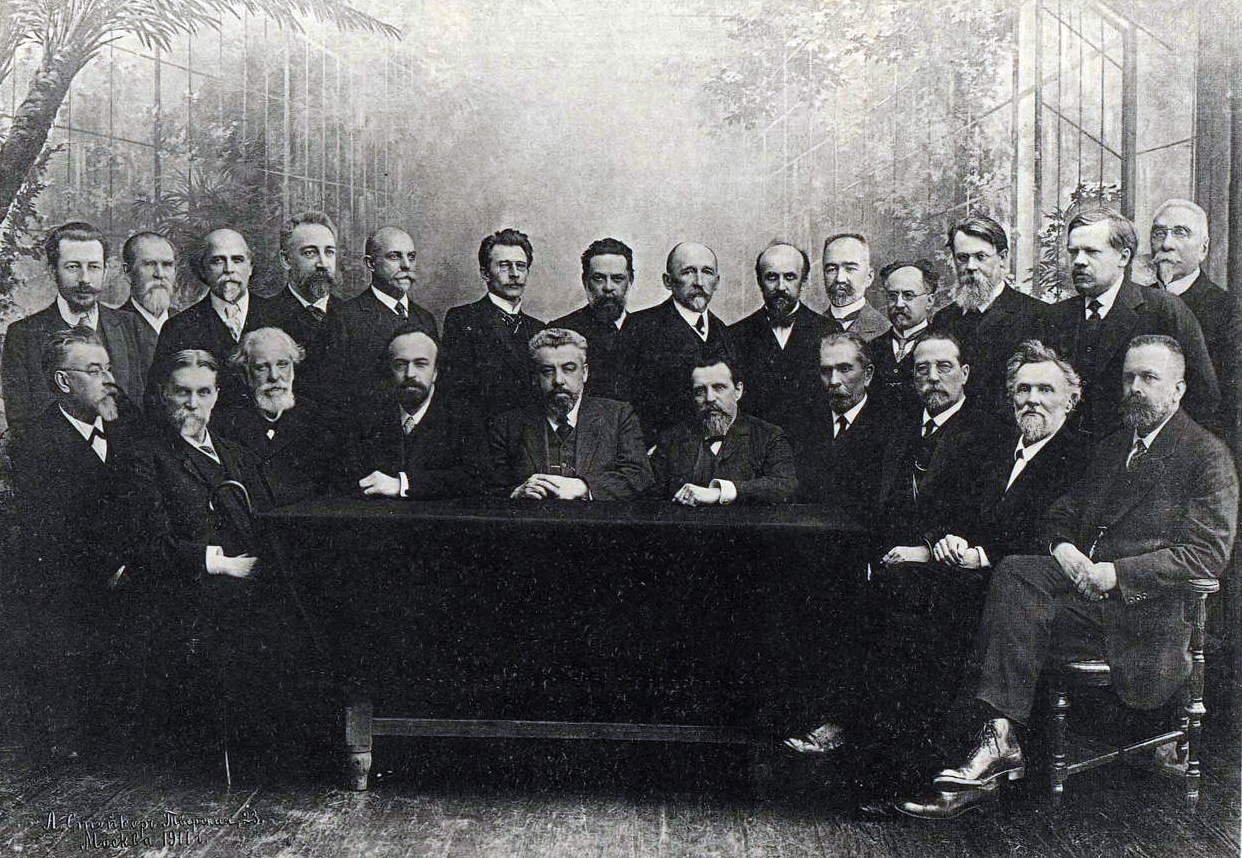
Профессора Московского университета (1911).
Сидят: В. П. Сербский, К. А. Тимирязев, Н. А. Умов, П. А. Минаков, М. А. Мензбир, А. Б. Фохт, В. Д. Шервинский, В. К. Цераский, Е. Н. Трубецкой. Стоят: И. П. Алексинский, В. К. Рот, Н. Д. Зелинский, П. Н. Лебедев, А. А. Эйхенвальд, Г. Ф. Шершеневич, В. М. Хвостов, А. С. Алексеев, Ф. А. Рейн, Д. М. Петрушевский, Б. К. Млодзеевский, В. И. Вернадский, С. А. Чаплыгин, Н. В. Давыдов.

Происходил из старого московского купеческого рода. Родился 22 июня (4 июля) 1851 года. Первоначальное воспитание получил в Немецком церковном училище при Михайловской лютеранской церкви. Сдав экстерном экзамены за гимназический курс во 2-й Московской гимназии (1868), он в 1869 году поступил на юридический факультет Московского университета.
Окончив в 1873 году курс со степенью кандидата, Алексеев был оставлен на кафедре государственного права для подготовки к профессорскому званию; отправлен за границу, где слушал лекции Цёпфеля, Блюнчли и Куно Фишера в Гейдельберге и О. Мейера в Гёттингене. В 1876 году, вернувшись в Москву, выдержал экзамен на степень магистра и вновь был командирован за границу, где в продолжение трёх лет слушал лекции в Париже, Мюнхене, Гёттингене и Страсбурге.
По возвращении в Москву, в 1879 году, читал в Московском университете лекции по истории политических учений. В марте 1880 года получил степень магистра и, защитив  диссертацию («Макиавелли, как политический мыслитель»), звание приват-доцента. В 1884 году утверждён в должности экстраординарного профессора.
В 1884 году был командирован за границу на год для работы над докторской диссертацией. В Женеве и Невшателе собрал материал для своего сочинения «Этюды о Ж. Ж. Руссо» (1887), составившем ценный вклад в отечественную литературу государственного права. В этом исследовании Алексеев показал политическую обстановку, в которой вырос и жил Руссо, раскрыл истоки его мировоззрения, чувств и мыслей и пришёл к выводу, что в «Contract social» («Общественном договоре») Руссо «лишь обобщил принципы, к которым до него уже пришли его соотечественники и которые были в Женеве общим достоянием всех ревнителей народной свободы». В 1887 году защитил докторскую диссертацию «Этюды о Ж. Ж. Руссо. II: Связь политической доктрины Ж. Ж. Руссо с государственным бытом Женевы».
Помещал статьи по своей специальности в журналах «Русский вестник» (1877) и в «Юридический вестник» (1879—1886).
В 1890 году он был назначен ординарным профессором Московского университета по кафедре государственного права. Одновременно, в 1896 году был инспектором классов Мариинско-Ермоловского училища, а в 1897—1906 годах — директором Московской Практической академии коммерческих наук (читал там курс основ государственного права; при его активном участии был выработан очередной устав академии). С 30 ноября 1894 года — член Общества любителей Российской словесности; с 14 мая 1896 года — действительный статский советник.
В 1900—1909 годах был деканом юридического факультета. В 1905 году А. С. Алексееву присвоено звание заслуженного профессора Московского университета. В 1909/10 учебном году прочитал небольшой спецкурс по конституционному праву «Организация правительственной власти».
С 1910 года возглавил Московское юридическое общество (после смерти С. А. Муромцева).
В 1911 году покинул университет в связи с делом Кассо.
В своих исследованиях госстроя Алексеев главное внимание уделял его юридической стороне, под которой он понимал связь, которую «государственная организация объединяет людей в одно целое и наделяет как органы, так и членов государства правами и обязанностями». Алексеев придавал большое значение принципу разделения властей. Он считал этот принцип организационной основой современного государства.
Умер 4 (17) марта 1916 года и похоронен в Москве на Новодевичьем кладбище.

## Награды
Деятельность А. С. Алексеева была отмечена рядом наград:
- орден Св. Станислава 2-й ст. (1889)
- орден Св. Анны 2-й ст. (1894)
- орден Св. Владимира 4-й ст. (1899)
- орден Св. Владимира 3-й ст. (1902)
- орден Св. Станислава 1-й ст. (1905)